# Proteste
PROTESTE é uma associação brasileira que conta com mais de 250 mil associados, constituindo-se na maior associação de consumidores do Brasil e de toda a América Latina. Foi fundada em 16 de julho de 2001 pelo economista Aloisio Barbosa de Araújo com a ajuda do grupo europeu de associações de consumidores Euroconsumers representado pelo economista belga Willy van Ryckeghem. A PROTESTE é mantida exclusivamente com o dinheiro que recebe de seus associados e da venda das suas publicações.

## Aspectos legais
Trata-se de uma entidade civil sem fins lucrativos, apartidária, independente de governos e de empresas, e tem como objetivo a DEFESA do CONSUMIDOR no BRASIL. Para atingir essa meta, a PROTESTE atua em várias frentes. Ajuda o consumidor a fortalecer seu poder de compra e a conhecer seus direitos com os testes comparativos e outros artigos publicados em suas revistas; orienta o associado sobre os direitos do consumidor em seu serviço de orientação; intermedeia, se preciso, as pendências que o associado tem com fornecedores que se recusam a atendê-lo; e encaminha a empresas e governos as reivindicações e propostas pertinentes.
A PROTESTE faz parte como associada de três organismos internacionais de defesa do consumidor:
- Consumers International - É a “ONU” das associações de consumidores. Constitui a base do movimento mundial de defesa do consumidor e congrega 220 entidades de 115 países.

- Euroconsumers - É a segunda maior organização de consumidores do mundo, reunindo associações de Bélgica, Espanha, Itália e Portugal, num total de mais de 1 milhão de associados.

- ICRT - Organismo independente criado para articular os testes comparativos e pesquisas das associações de consumidores em todo o mundo.

Como filiada no ICRT é membro da programa de teste de carros Latin NCAP, programa que ajudou a fundar na  América Latina em conjunto com a FIA Foundation, desde 2011 é apoiada pelo World NCAP da FIA, programa incluído na década de ação programa para redução de acidentes com carros das Nações Unidas e financiado pelo Banco Mundial.

## Publicações
Edita três revistas com os títulos : PROTESTE, Dinheiro & Direitos  e PROTESTE Saúde.
A PROTESTE foi a primeira revista da organização, editada desde março de 2002. Os seus temas são a avaliação de produtos e serviços em geral efetuados através de testes comparativos, a proteção do meio ambiente e dicas de saúde, tendo em vista a orientação dos consumidores, para uma escolha racional.
Dinheiro & Direitos , a segunda revista da entidade, tem sido editada desde abril de 2006. Os seus temas são a divulgação dos direitos do consumidor e a ajuda econômico e financeira, estes últimos efetuados através das conclusões de pesquisas e estudos comparativos.
A  PROTESTE Saúde,  a terceira revista da entidade, é editada desde de setembro de 2011 e aborda temas relacionados à prevenção de doenças, alimentação saudável e qualidade de vida. Também tem testes comparativos e estudos de cenário.
A PROTESTE publica, ainda,  guias práticos  - Viva em Forma Todo o Ano e Defenda seus Direitos: 200 Cartas para Resolver Seus Problemas. Também publicou três pocket books,  em linguagem simples e objetiva  - Saúde, Internet e Depressão.